# Вошива (притока Берестової)
Вошива (Вшива) — річка в Україні, у Берестинському районі Харківської області, ліва притока Берестової (басейн Дніпра).

## Опис
Довжина — 55 км, похил річки — 0,94 м/км. Формується з багатьох безіменних струмків та водойм. Площа басейну 388 км².

## Інша історична назва річки

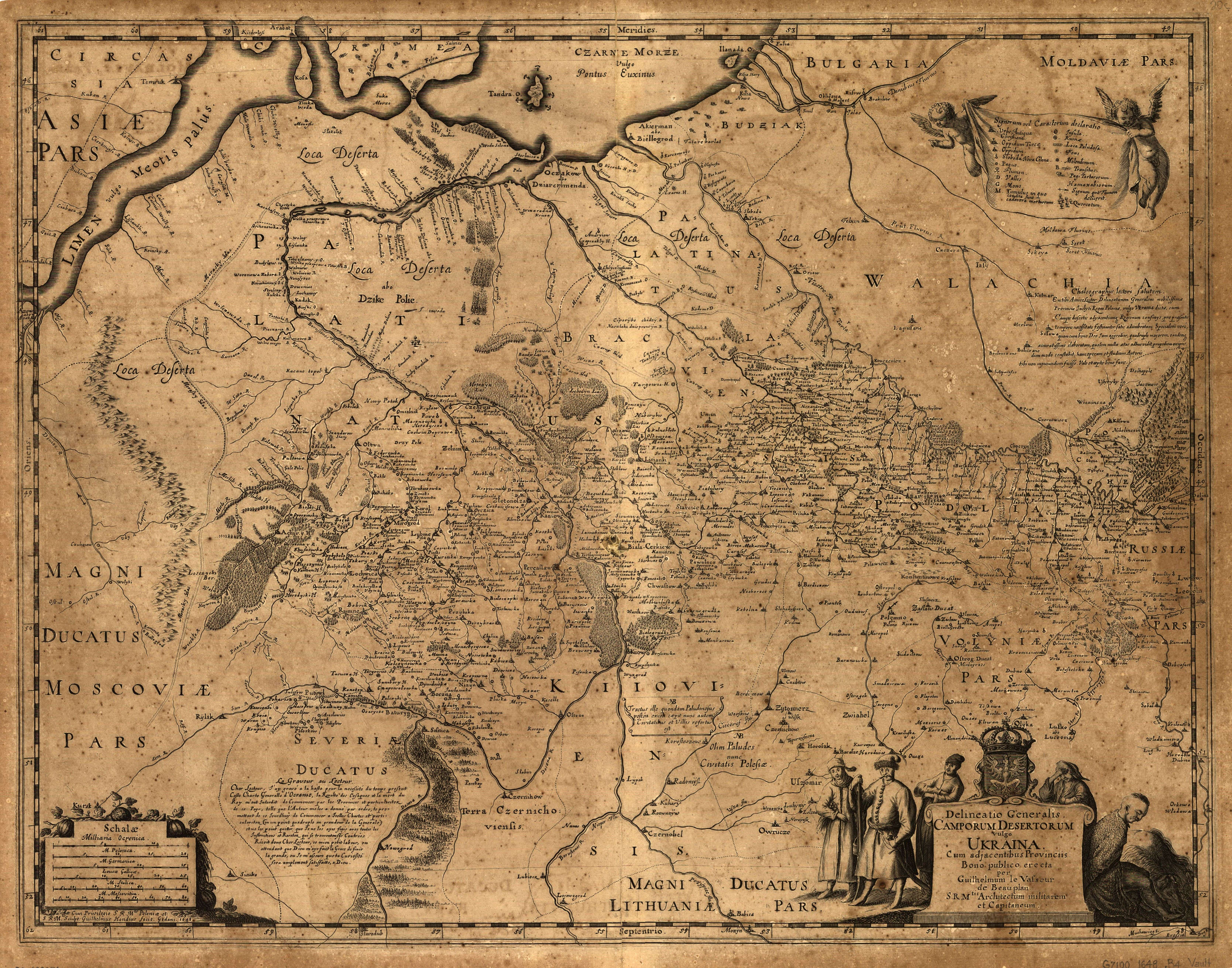
карта 1648

На карті Гийома де Боплана 1648 року, ця річка має назву W Siwa.R. де R це river - річка. Тобто назва річки була Siwa а W означало ще щось. наприклад якусь характеристику річки чи просто West, Західна Сива

## Розташування
Вошива бере початок на східній стороні від села Антонівки. Тече переважно на південний захід і в селищі Зачепилівка впадає у річку Берестову, праву притоку Орелі.
Населені пункти вздовж берегової смуги: Рояківка, Кобзівка, Одрадівка, Лукашівка, Забарине, Олександрівка, Миколаївка.
Річку перетинають автошляхи Т 2120 Р79 М29 Т 2119.

## Притоки
- Балка Землянка (ліва)
- Вошивенька (права).